# Список давньоримських храмів
Це список стародавніх римських храмів, побудованих в давнину жителями Стародавнього Риму або народами, що належали до Римської імперії . Римські храми були присвячені божествам з римського пантеону .

## Значні залишки

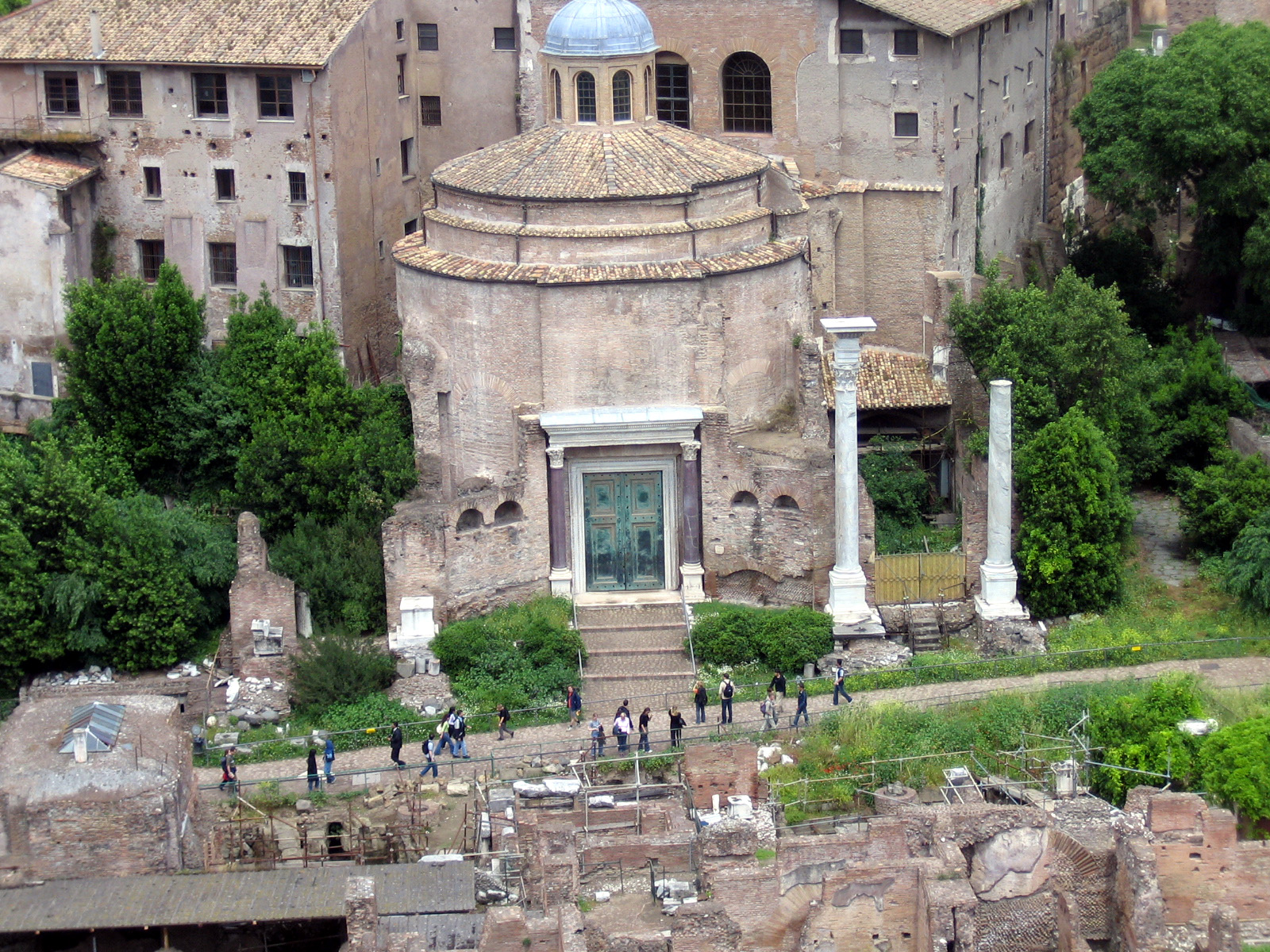
Вид на храм Ромула з Палатинського пагорба.

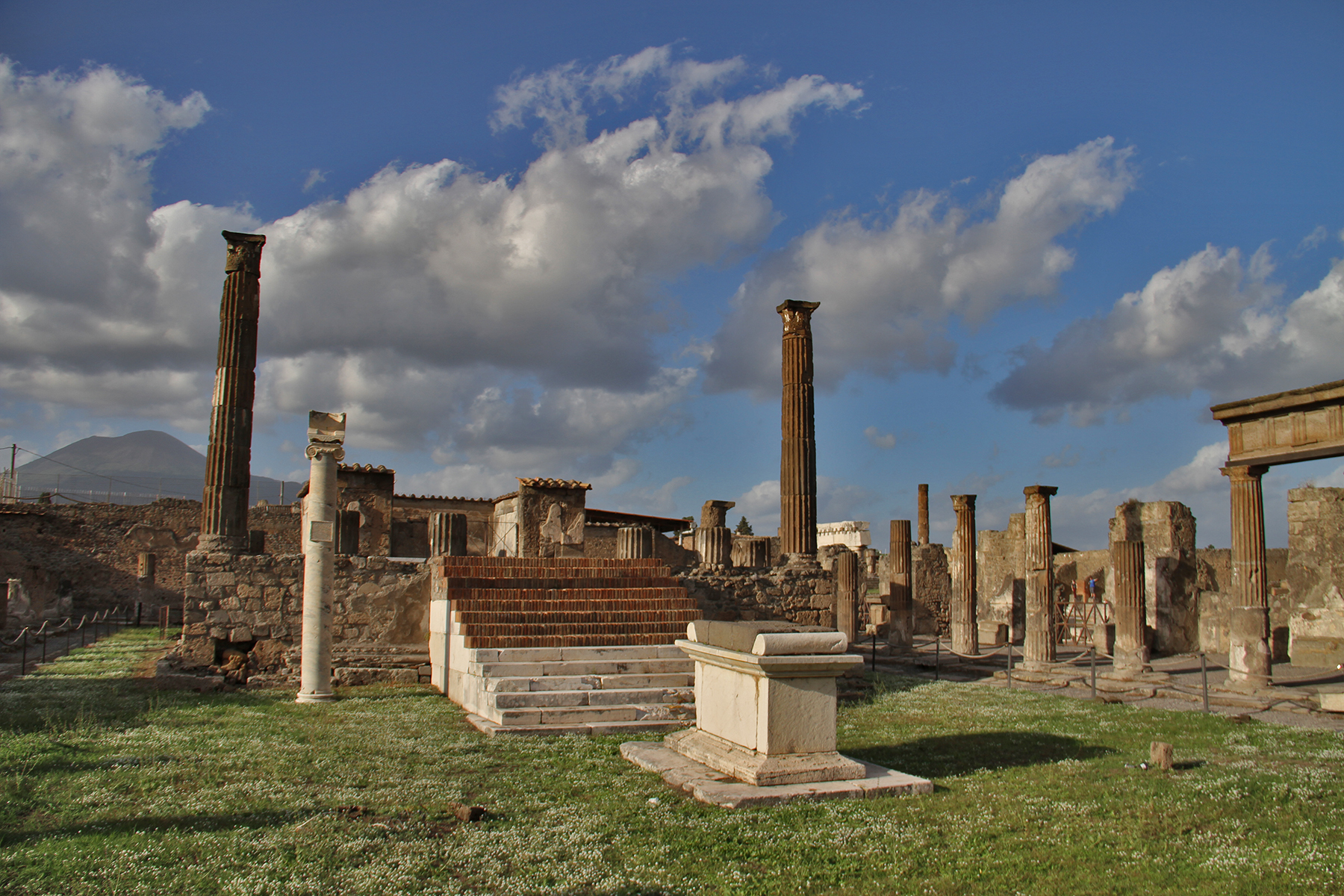
Храм Аполлона в Помпеях. Гора Везувій знаходиться крайній ліворуч.

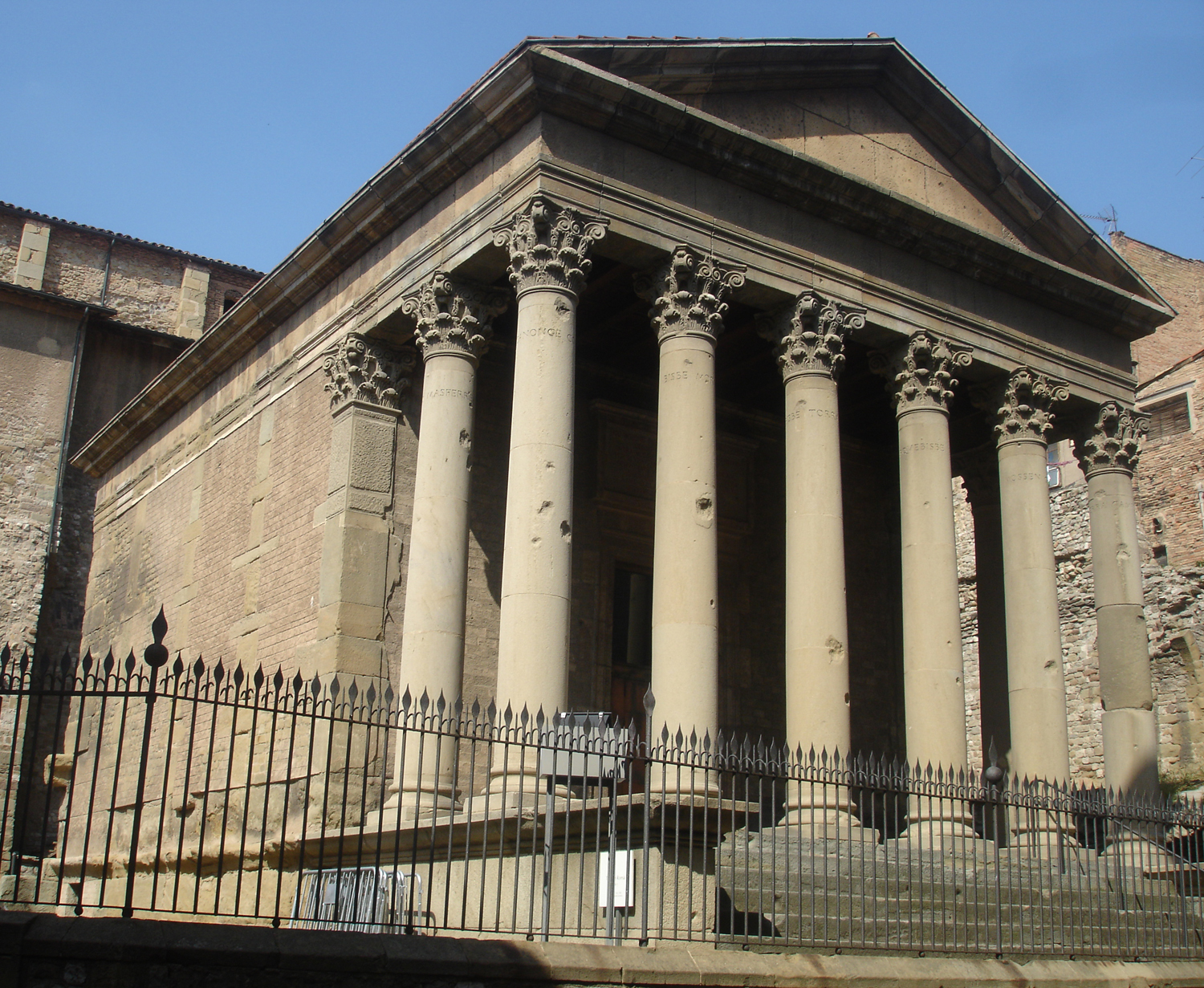
Римський храм Віка, частина оригінальна, частина відреставрована

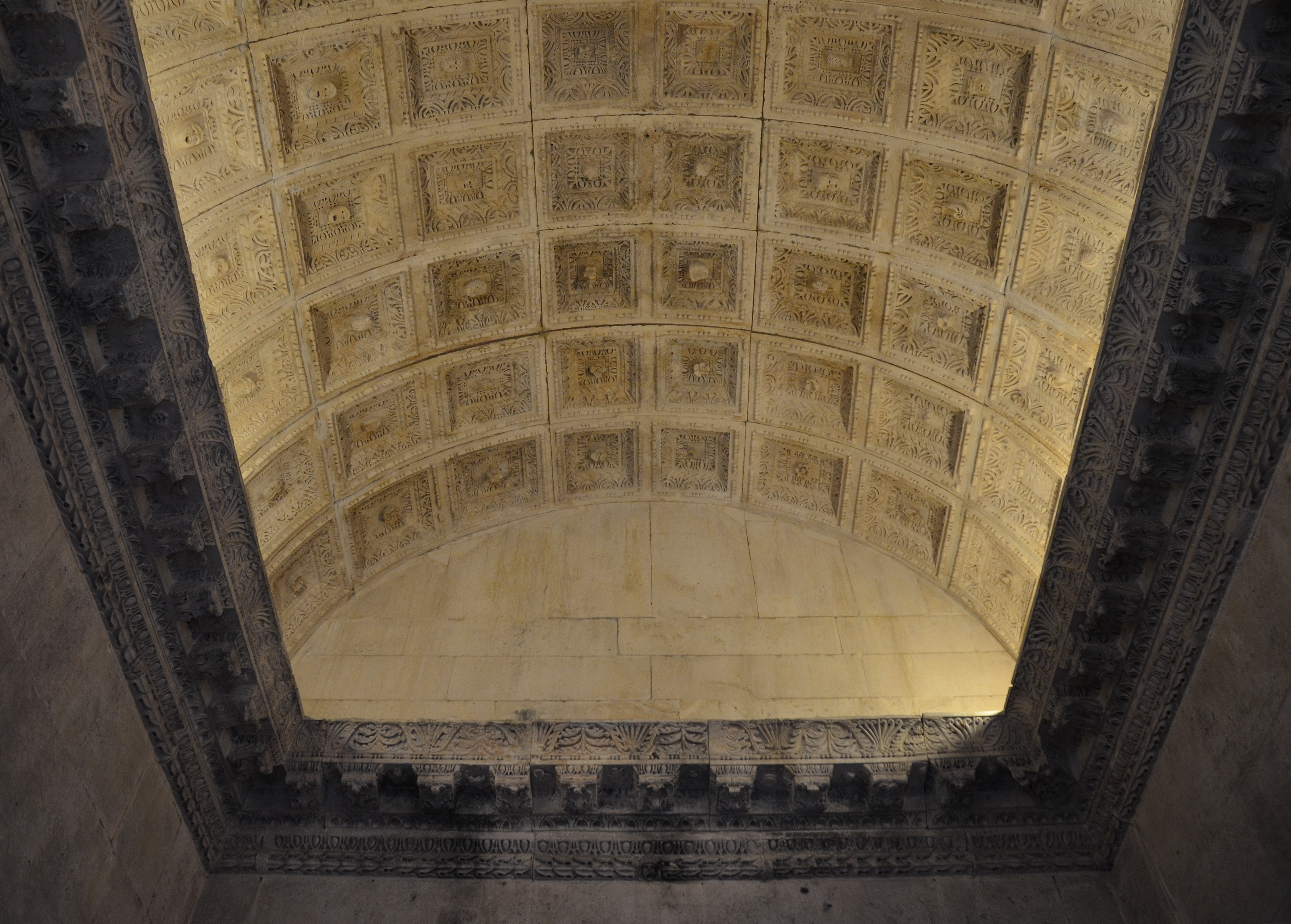
Стеля храму Юпітера, палац Діоклетіана, Спліт

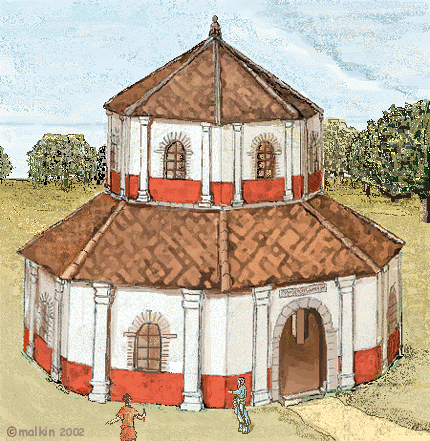
Реконструкція римського храму Паганс-Хілл, Сомерсет, романо-кельтського храму

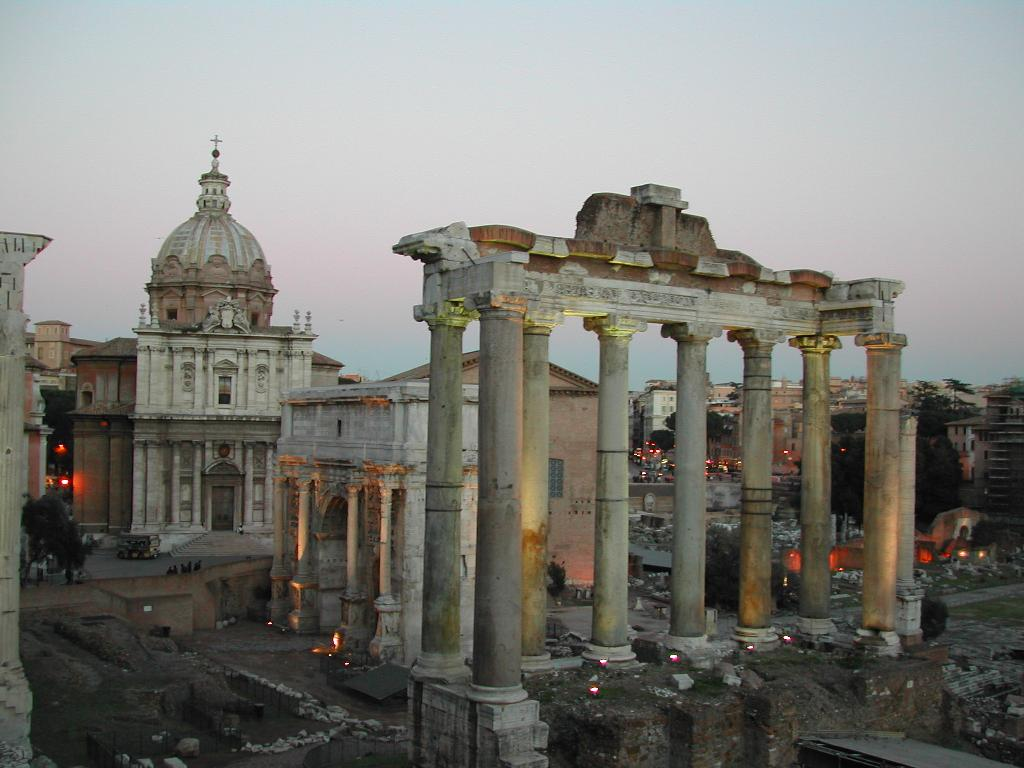
Храм Сатурна, Римський форум, 8 вражаючих колон і архітрав залишилися на місці

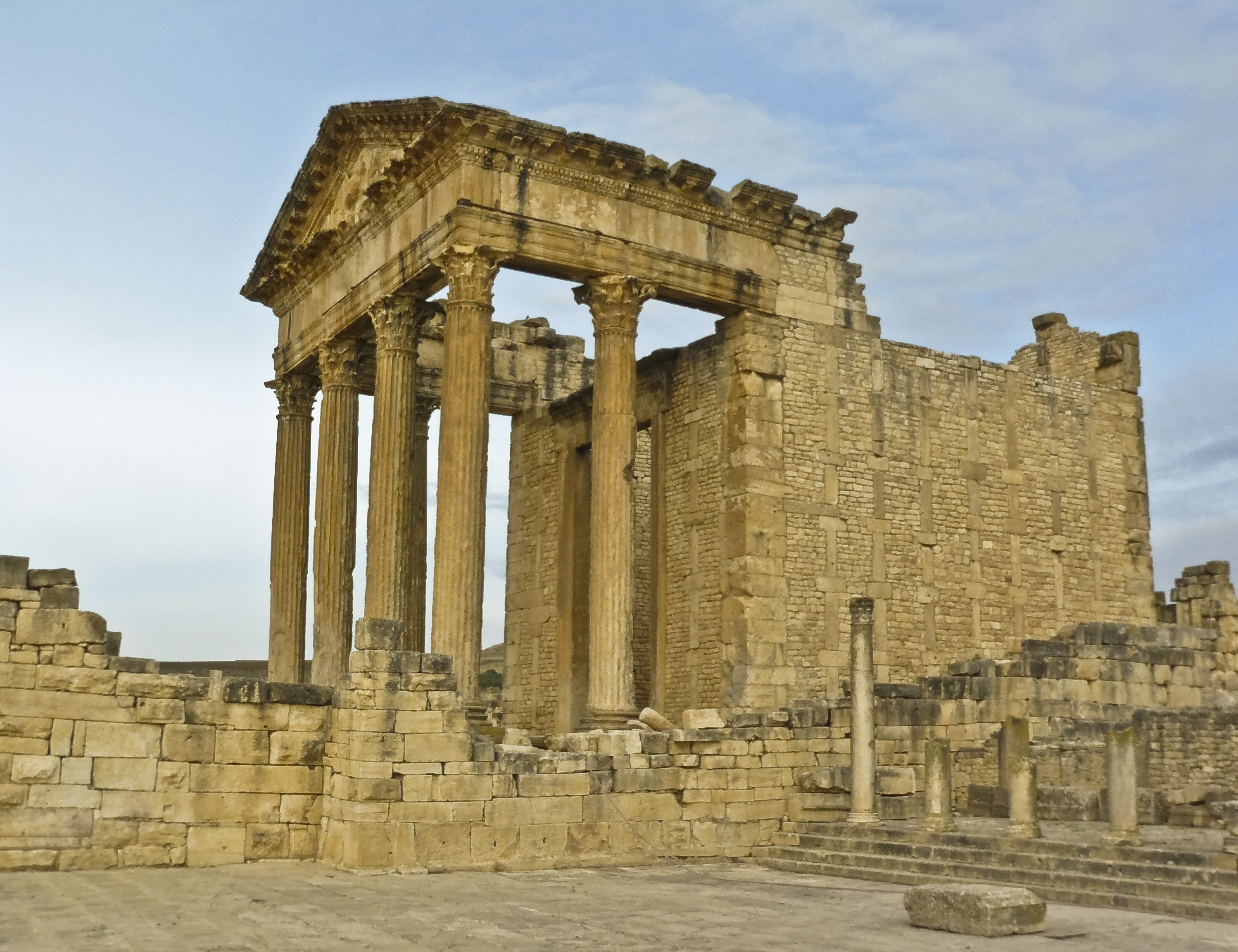
Капітолей Дугги, Туніс

Більшість найкращих збережених було перетворено на церкви та мечеті. Сільські райони в ісламському світі мають деякі хороші залишки, які були залишені в основному непорушеними. В Іспанії деякі чудові відкриття (Вік, Кордова, Барселона) були зроблені в 19 столітті, коли було виявлено, що старі будівлі, які були реконструйовані або знесені, містили основні залишки, укладені в більш пізні будівлі. У Римі, Пулі та інших місцях завжди були очевидні деякі стіни, вбудовані в пізніші будівлі. У більшості випадків з місця були вилучені вільні шматки каменю, а деякі, наприклад, капітелі, можна знайти в місцевих музеях, а також неархітектурні предмети, які були розкопані, наприклад теракотові обітні жертви, які часто зустрічаються у великій кількості.

### Рим
- Пантеон або Храм усіх богів – Марсове містечко
- Храм Антоніна і Фаустини, ядро будівлі збереглося як церква, включаючи частини фризу, – Римський форум
- Храм Адріана, величезна стіна з одинадцятьма колонами, тепер включена в більш пізню будівлю - Campus Martius
- Храм Геракла Віктора, ранній круглий храм, в основному завершений
- Німфеум часто називають (помилково) Храмом Мінерви Медіки
- Храм Портуна (раніше називався Храмом Фортуни Віріліс), поблизу Санта-Марія-ін-Космедин і Храм Геркулеса Віктора
- Храм Ромула, дуже завершений круглий зовнішній вигляд, початок 4 століття – Римський форум
- Храм Сатурна, вісім вражаючих колон і архітрав залишилися стоячими, західний кінець Римського форуму
- Храм Вести, маленький круглий храм, частина завершена – Римський форум

### В іншому місці
- Палестрина, святилище Фортуни Примігенії, (див. вище) великий комплекс, що веде до маленької святині
- Храм Аполлона (Помпеї), як незвично, найкраще збереглися менші елементи та навколишній форум
- Храм Беллони (Остія), невеликий цілий цегляний храм на задній вулиці в порту.
- Храм Вести, Тіволі, так званий, круговий
- Капітолій Бріксії, Брешія, похований зсувом і частково реконструйований
- Храм Мінерви в Ассизі, зберігся фасад з шістьма коринфськими колонами, архітравом і фронтоном.
- Храм Августа (Поццуолі) ( it ), Pozzuoli, псевдоперіптеральний храм з парського мармуру, структура храму знову виникла після того, як пожежа 1964 року знищила центральний неф барокової церкви, яка включала його, з тих пір відновлена та знову відкрита.
- Храм Августа (Пула), Пула, Хорватія, в основному завершений (ілюстрація вище); велика стіна з іншого храму є частиною ратуші по сусідству.
- Римський храм Евори, Евора, Португалія, вражаючі часткові залишки невеликого храму
- Храм Юпітера в палаці Діоклетіана, Спліт, Хорватія. Невеликий, але дуже завершений, серед інших римських будівель, бл. 300 Найнезвичайніше те, що стеля бочки неушкоджена.
- Римський храм Алькантара, Іспанія, крихітний, але завершений
- Римський храм Віка, Іспанія. Істотно перебудований, після того як був знайдений покритим замком.
- Римський храм Кордова, Іспанія. Основа та 11 коринфських колон, знайдені всередині пізніших будівель.
- Maison Carrée, Нім, Південна Франція, один з найповніших збережених
- Храм Августа і Лівії, Відень, Франція, зовнішній вигляд майже завершений
- Храм Вакха, Баальбек, Ліван, відоме екзотичне «барокове» місце паломництва, дуже багато збереглося, включаючи інтер'єр. [1]
- Храми Юпітера і Венери, Баальбек
- Храм Артеміди (Джераш), Йорданія ; часткові залишки двох інших храмів
- Сбейтла, Туніс, три маленькі храми в ряд на форумі, багато інших руїн міста.
- Дугга, Туніс, кілька храмів у великих руїнах міста, два із значними залишками.

## Руїни, уламки, основи та розкопи

### Великої Британії
- Храм Клавдія, Колчестер ; частину бази можна побачити в підвалах Колчестерського замку, який був побудований над ним. [2] [3]
- Римський храм Паганс-Хілл, Сомерсет, Англія, романо-кельтський круглий (восьмикутний) храм, розкопані фундаменти
- Дівчий замок, Дорсет, Англія
- Римські терми (Бат) і храм Суліса Мінерви, Бат, Сомерсет, Англія
- Лондонський Мітреум, Лондініум ; знову зібрані фундаменти можна побачити з вулиці Темпл-Корт, Queen Victoria Street, Лондон EC4.

### Італія

#### Рим

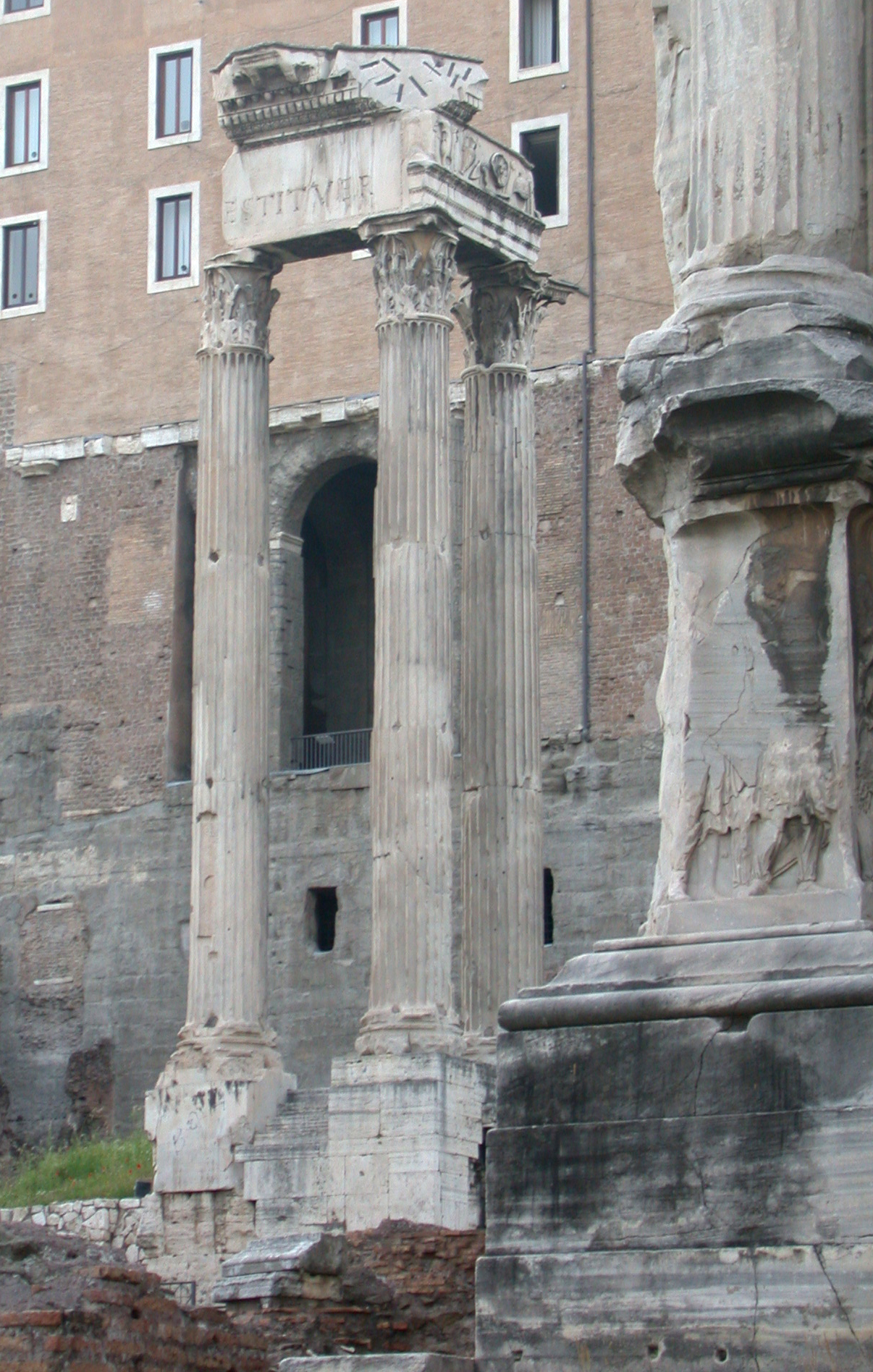
Храм Веспасіана і Тита, Рим. Як і у багатьох храмах, на місці збереглася лише частина основи та три колони.

- Храм Аполлона Палатинського – Палатин
- Храм Аполлона Созіана – біля театру Марцелла
- Храм Беллони (Рим) – біля театру Марцелла
- Храм Бона Деа – Авентін-Хілл
- Ларго ді Торре Аргентина – можна побачити залишки чотирьох невеликих храмів Республіки
- Храм Цезаря – Римський форум
- Храм Кастора і Поллукса - на Римському форумі
- Храм Клавдія
- Храм Згоди - Римський форум біля основи Капітолії
- Храм Кібели (Magna Mater) – Палатин
- Храм Діани – Авентін
- Храм Дива Августа за базилікою Юлії
- Храм Ісіди і Серапіса – Марсове містечко
- Храм Януса (римський форум)
- Храм Януса (Forum Holitorium)
- Храм Юнони Монети - Капітолійський пагорб
- Храм Юпітера (Капітолійський пагорб) – Капітолійський пагорб (під Палаццо Консерваторії)
- Храм Юпітера Статора (3 ст. до н.е.) – перед воротами Палатинського пагорба
- Храм Юпітера Статора (ІІ ст. до н.е.) – у південному Марсіусовому містечку
- Храм Марса Ултора – Форум Августа
- Храм Мінерви Медіки, названий у літературних джерелах, але більше не зберігся
- Храм миру – Форум миру (зараз переважно охоплений Via dei Fori Imperiali )
- Храм Сіріако – пагорб Янікулум
- Храм Венери і Роми – північно-східний куточок Римського форуму
- Храм Венери Гентрикс – Форум Цезаря
- Храм Веспасіана і Тита, три колони все ще стоять на Римському форумі, а інші фрагменти в інших місцях
- Храм Вейовіса – Капітолійський пагорб (підвал Палаццо Сенаторіо)

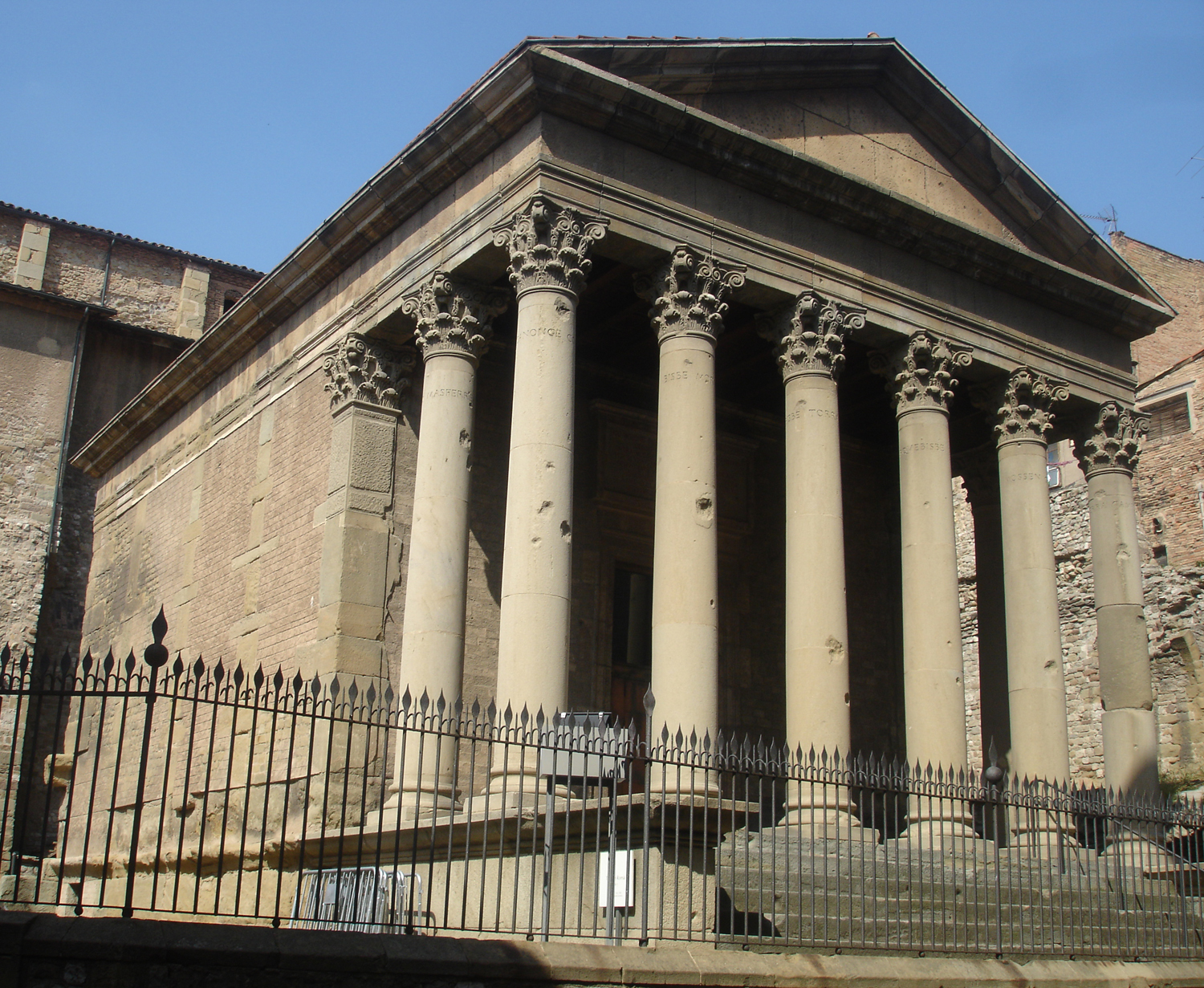
Баальбекський храм Вакха

### Ліван

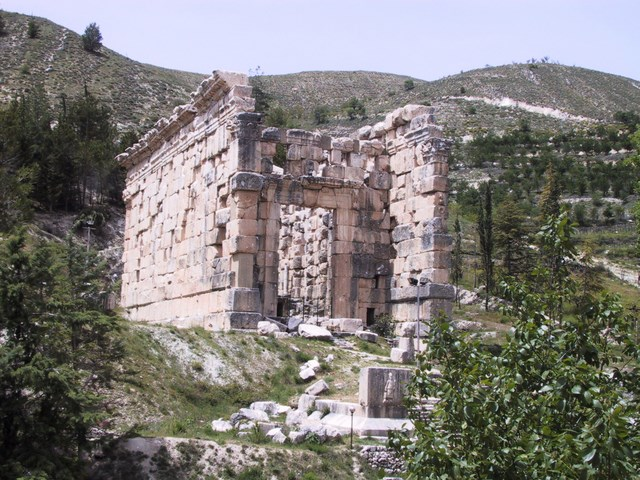
Ніха, Ліван; Храми долини Бекаа

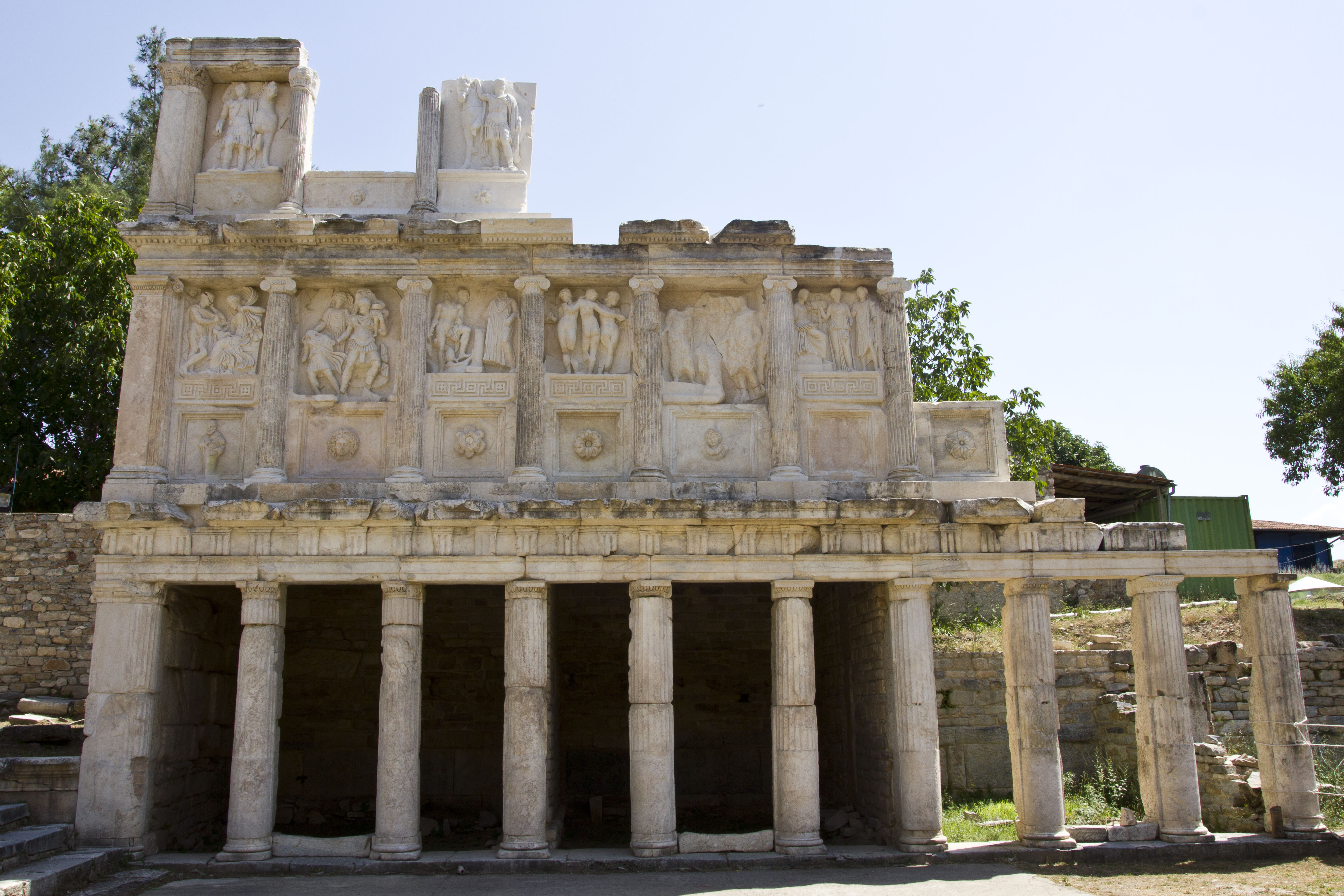
Частина комплексу Себастейон в Афродізіасі, Туреччина

- Приблизно 30 храмів гори Хермон — це група невеликих храмів і святинь, деякі з яких мають значні залишки. Деякі знаходяться в сучасних Сирії та Ізраїлі.
- Храми долини Бекаа, включаючи Баальбек (див. вище).
- Aaiha [4]
- Aaqbe
- Афка
- Айн Аата
- Айн Харча, добре залишається на вершині хребта за містом
- Антура
- Бакка, Ліван
- Bziza
- Дакуе
- Дейр Ель-Ахаєр
- Едде
- Хеббаріє
- Хосн Ніха
- Кафр Зебад
- Калаа
- Кфар Кук
- Хірбет Ель-Кнесе
- Лабве
- Ліббая
- Макам Ер-Раб [5] [6]
- Медждал Анжар
- Небі Сафа
- Ніха Бекаа, 4 невеликі храми місцевих богів з частковими залишками, 1 століття нашої ери.
- Qal'at Bustra
- Каср Банат
- Сарайн Ель-Фаука
- Шхим
- Яат
- Янта
- Вогонь

### Мальта

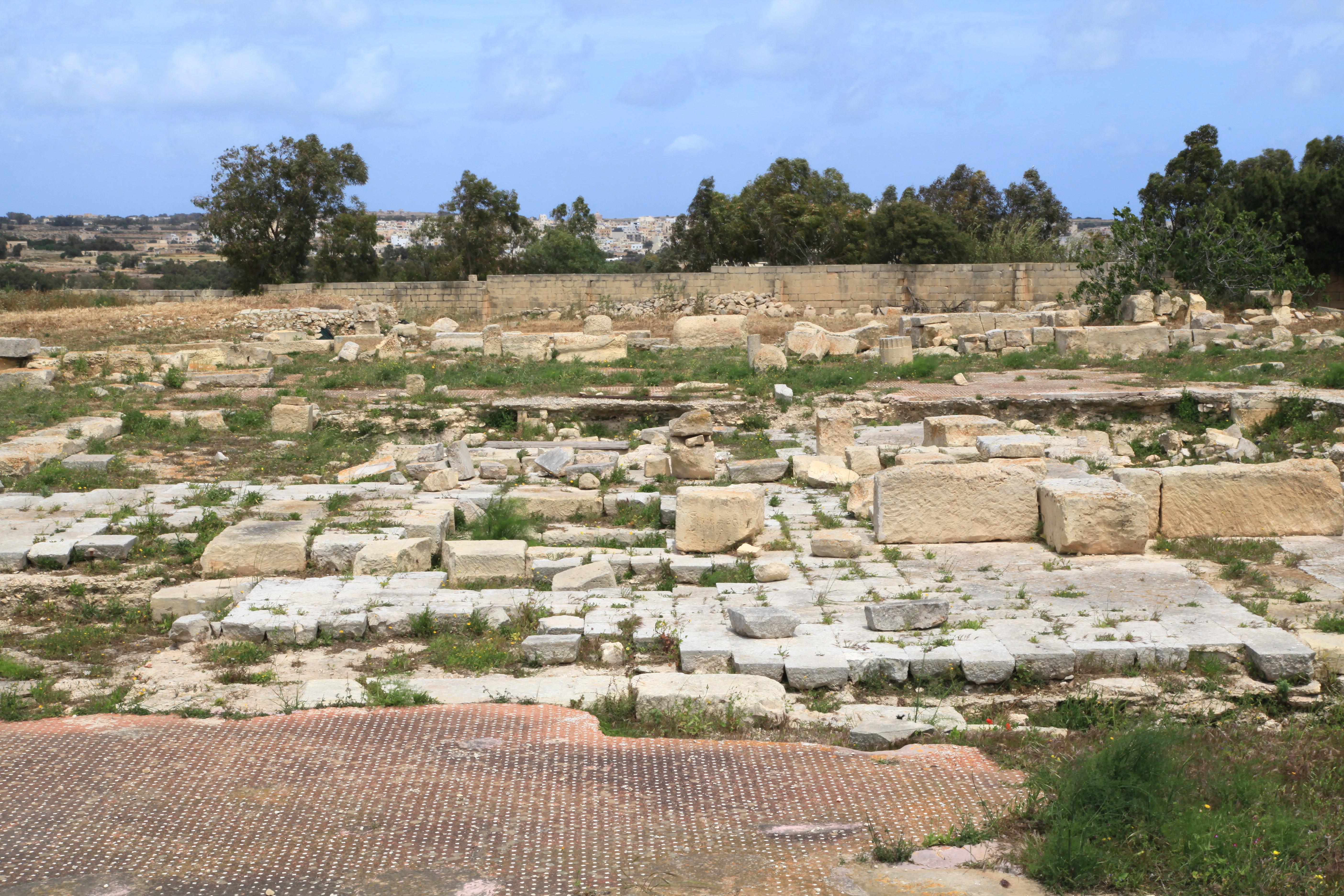
Руїни Тас-Сілґі, багатоперіодного святилища, що містить залишки храму Юнони

- Храм Аполлона в Меліті (сучасна Мдіна ) – деякі руїни були розібрані в 18 столітті, а камені повторно використані в інших будівлях; частина подіуму все ще існує [7]
- Храм Юнони в Гаулосі (сучасна Вікторія, Гозо ) – руїни, розібрані в 1697–1711 рр. під час будівництва Успенського собору ; деякі останки збереглися під собором [8]
- Храм Юнони в Тас-Сілґі, поблизу Марсашлокка – деякі фундаменти збереглися
- Храм Прозерпіни в Мтарфі – руїни, розібрані в 17-18 століттях, і камені повторно використані в інших будівлях; збереглися напис, фрагмент мармурової колони та частини пунічного карниза [9]

### Румунія
Залишилося побачити не так багато, але храми були в Ульпії Траяна Сармізегетуза (6),  Alburnus Major (2),  Apulum,  Tibiscum  Porolissum  і, ймовірно, Potaissa (запропонував п’ять сусідніх вівтарів), а також інші об’єкти. 

### Шотландії
- Артура О'он, Стенхаусмюір, Шотландія. Незвичайна кам’яна будівля у формі «вулика», ймовірно, храм, зруйнований у 1743 році.

### Словенія
- Храм Геркулеса – Цельє, Словенія.
- Галло-римський храм – Цельє, Словенія – залишки галло-римського храму.

### Іспанія
- Храм Августа в Барселоні - Барселона, Іспанія. Чотири великі колони на основі, знайдені в пізнішій будівлі.
- Храм Діани, Меріда, Меріда, Іспанія .

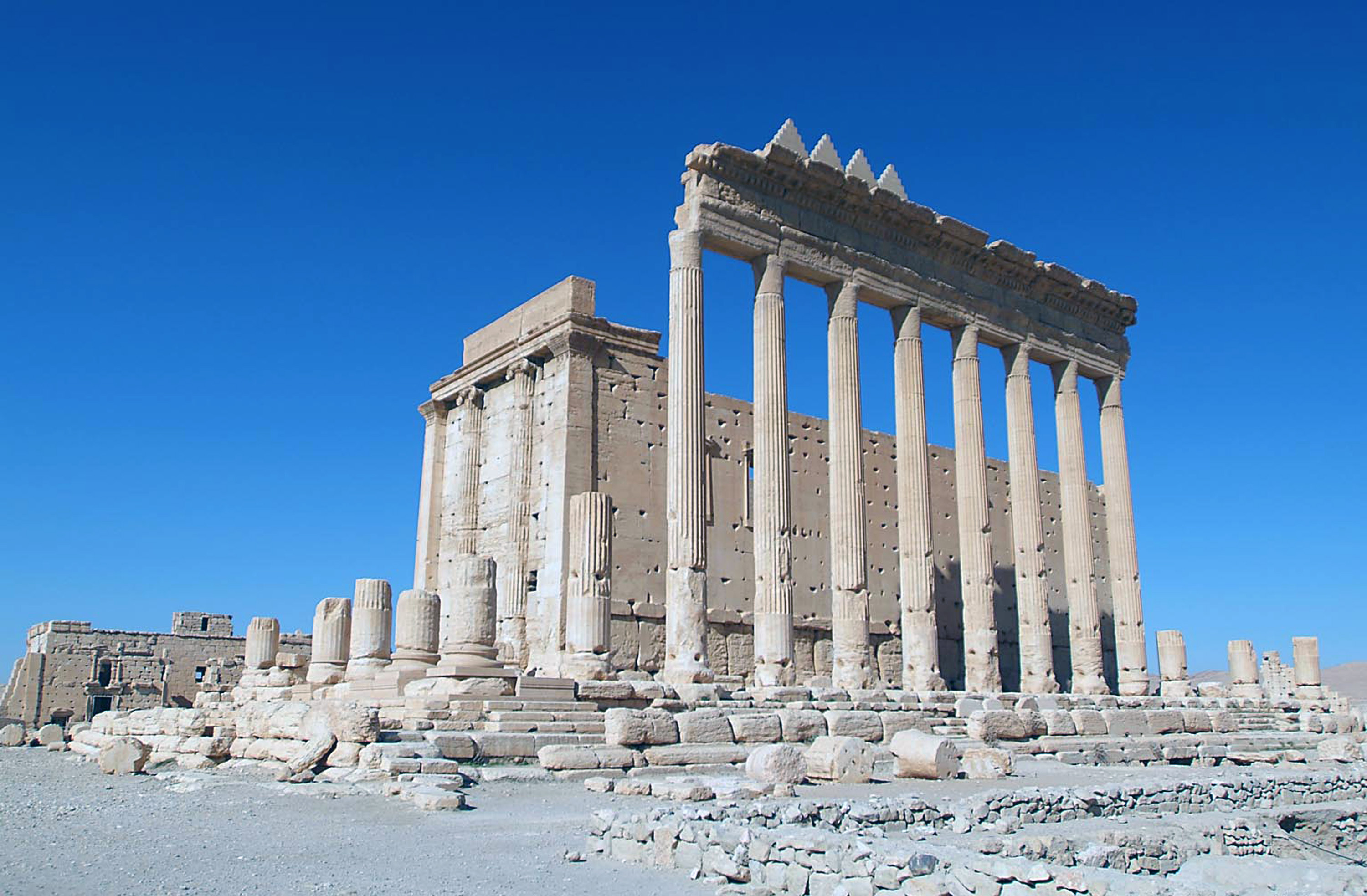
Храм Бела, Пальміра

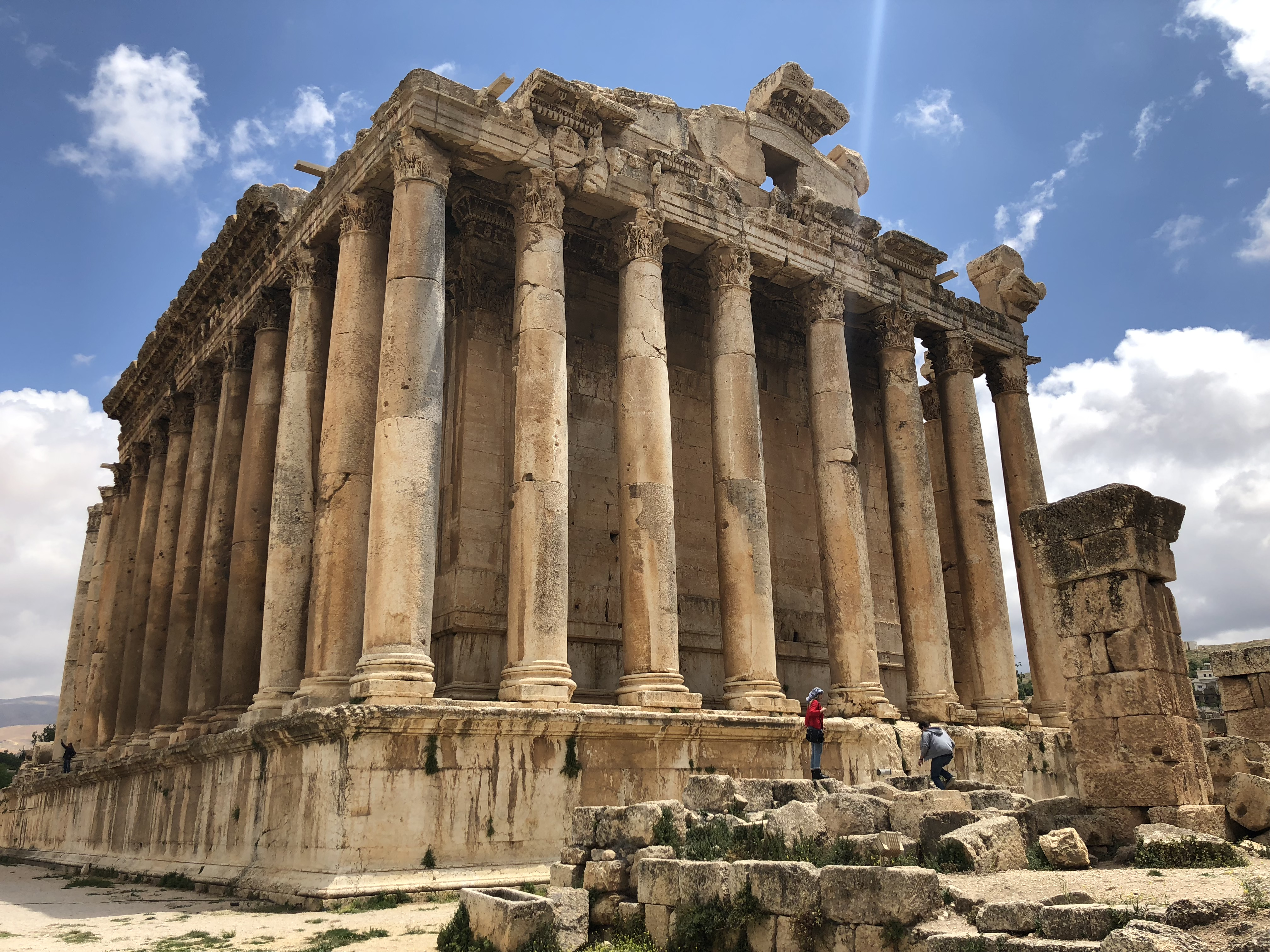
Баальбек, Храм Вакха, Римська Сирія, Сучасний Ліван

### Сирія
- Rakhleh, and other Temples of Mount Hermon
- Burqush
- Temple of Bel, Palmyra
- Temple of Jupiter, Damascus, Syria
- Temple of Zeus Hypsistos, Al-Dumayr
- Funerary Temple (Palmyra)
- Temple of Bel-Shamin (Palmyra)
- Roman temple at Al-Mushannaf
- Latakia Tetraporticus
- Temple of Zeus Theos, Dura Europos
- Temple of Atargatis, Dura Europos
- Temple of the Gadde, Dura Europos
- Temple of Adonis, Dura Europos
- Temple of Artemis Azzinoth Kona, Dura Europos
- Tempel of Zeus Kyrios
- Temple of Zeus Megistos, Dura Europos
- Temple of Artemis Nanaia, Dura Europs
- Hosn Suleiman Temple
- Bakhos Temple Latakia
- Masmiyah-Phaena Temple
- Temple of Bel, Dura Europos
- Temple of Augustus, Caesarea Philippi
- Temple of Zeus, Caesarea Philippi
- Upper Tomb Temple, Caesarea Philippi
- Lower Tomb Temple, Caesarea Philippi
- Horvat Omrit Temple (Augustus Temple)
- Court of Pan, Caesarea Philippi
- Atil, Roman temples
- Sia Roman Temple, southeren Syria
- Athriya Roman Temple
- Temple of Zeus Bomos, Baqirha
- The remains of the 2nd-century Roman temple of Tyche in al-Sanamayn
- Temple of Allat, Palmyra
- Temple of Nabu, Palmyra
- Temple of Baal-hamon, Palmyra
- Roman Temple Kalybe (Bosra al-Sham)
- Temple of the Tyche - Apamea
- Roman Syria Temples (Modern Lebanon)- (Modern Israel/Golan Heights)
- The 30 or so Temples of Mount Hermon are a group of small temples and shrines, some with substantial remains. Some are in modern Lebanon and Israel.
- Roman Temple at Harran al-Awamid
- Roman Temple in Qasr Chbib
- Temple dedicated to sun god (Helios), As-Suwayda Qanawat (Kanawat)
- Temple of Bacchus in present-day Latakia
- Korsei el-Debb Roman temple
- Temple of Rabbos, Al Quanawat
- Temple to the sun god El Gabal, with the holy stone.
- 2 Temples: Temple of Zeus end TEMPLE CYRRHUS SYRIA, PHILIP II

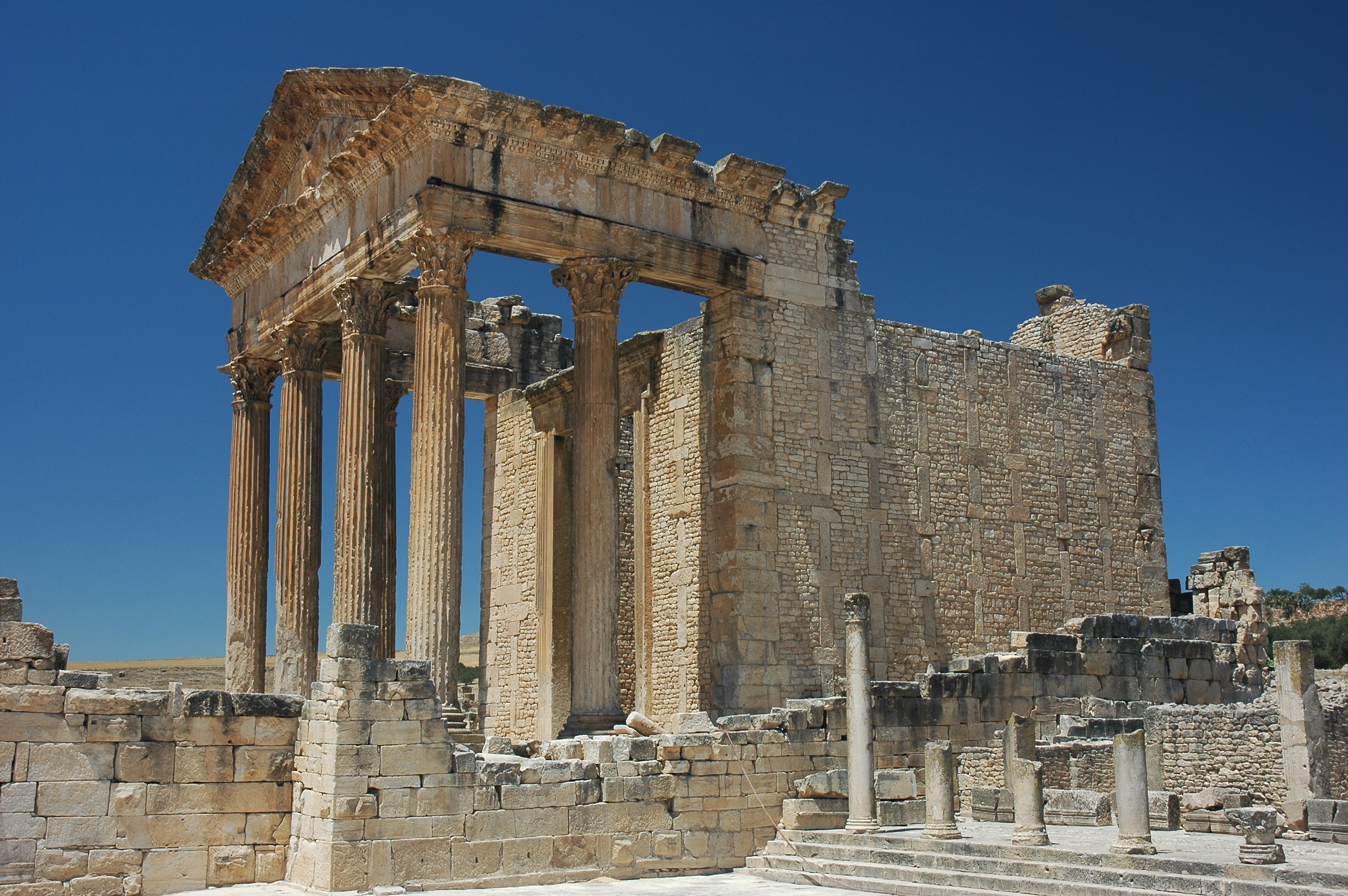
Капітолійський храм в Дугзі
- Джебель Загуан ("храм води" на початку акведука в Карфагені )
- Дугга (руїни кількох храмів)
- Оудна
- Pheradi Majus ( Буфіча )
- Сегермес
- Thuburbo Majus (руїни кількох храмів)

### Туреччина
- Афродізія, залишки двох храмів, з надзвичайно гарними рельєфами на місці та в місцевому музеї (у місті був особливо тонкий мармур).
- Храм Августа в Анкірі - Анкара, Туреччина
- Ефес, залишки 4 храмів, найкращого Адріана, з німфеєм Траяна .
- Храм Траяна, Пергам, частина реконструйована. Залишки інших храмів.
- Збоку, залишки трьох храмів
- Римський храм Донукта - Тарс